# Murenowate
Murenowate, mureny (Muraenidae) – szeroko rozprzestrzeniona rodzina dużych, drapieżnych ryb promieniopłetwych, jedna z najliczniejszych wśród węgorzokształtnych (Anguilliformes) – obejmuje około 200 gatunków, w większości morskich. Prowadzą skryty, głównie nocny tryb życia. Niektóre są niebezpieczne dla nurków. Mięśnie dużych osobników mogą zawierać ciguatoksynę.

## Zasięg występowania
Gatunki z tej rodziny występują bardzo licznie na obrzeżach raf i wśród przybrzeżnych skał lagun w tropikalnych i subtropikalnych wodach morskich. Można je spotkać na głębokościach od 1 do 200 m p.p.m. – od wybrzeży po krawędź szelfu. Nieliczne gatunki żyją w wodach słodkich lub okazjonalnie do nich wstępują. Około 150 gatunków zasiedla wody Indo-Pacyfiku i około 50 – Oceanu Atlantyckiego.

## Budowa
Ciało bezłuskie, wydłużone, bocznie ścieśnione, często intensywnie ubarwione – od jednolicie zielonego lub brązowego po jaskrawe, z różnorodnymi deseniami. Brak płetw brzusznych, płetwy piersiowe występują w zalążkowej formie jedynie w stadium larwalnym, u dorosłych osobników zanikają całkowicie. Płetwa grzbietowa rozpoczyna się zwykle tuż za głową, na wysokości szczelin skrzelowych, łączy się w ciągły fałd z płetwą ogonową, a ta z odbytową, która kończy się za – daleko do tyłu przesuniętym – odbytem. 
Mały, prawie okrągły otwór skrzelowy położony jest z boku głowy. Czwarty łuk skrzelowy przekształcony w szczęki gardłowe. Liczba kręgów zwykle w przedziale 110–200.
Duży otwór gębowy z licznymi zębami. Większość muren ma długie zęby podobne do kłów. Zęby mocne, ostre, hakowate, w rodzaju Echidna stępione, przystosowane do miażdżenia skorup mięczaków lub pancerzy jeżowców. Mureny mają dobrze rozwinięty zmysł węchu. Ich nozdrza ciągną się od czubka głowy po oczy (zwykle powyżej przedniej części oka). Długość nozdrzy mureny smoczej jest zbliżona do długości jej głowy. W mięśniach niektórych muren (m.in. z rodzaju Gymnothorax) mogą gromadzić się ciguatoksyny, również śluz skórny i osocze krwi niektórych gatunków zawiera związki toksyczne. 
Typowa długość ciała muren wynosi około 1–1,5 m, największe gatunki (Strophidon sathete i Gymnothorax javanicus) osiągają 3–4 m długości całkowitej.

## Biologia i ekologia
Mureny stanowią dużą i ważną ekologicznie grupę w środowisku związanym z rafami. Zamieszkują nory i szczeliny skalne. Większość gatunków jest aktywna w nocy, w ciągu dnia pozostając w ukryciu. Żywią się głównie rybami, skorupiakami i mięczakami. Preferencje żywieniowe doprowadziły do wytworzenia wśród muren dwóch głównych morfotypów: rybożerny i durofagiczny (żywiący się organizmami o twardych skorupach). Do typu durofagów należą wszystkie gatunki z rodzaju Echidna oraz monotypowy Gymnomuraena. 
Biologia rozrodu murenowatych nie została dostatecznie poznana z powodu trudności w przypisaniu leptocefali do poszczególnych gatunków. 

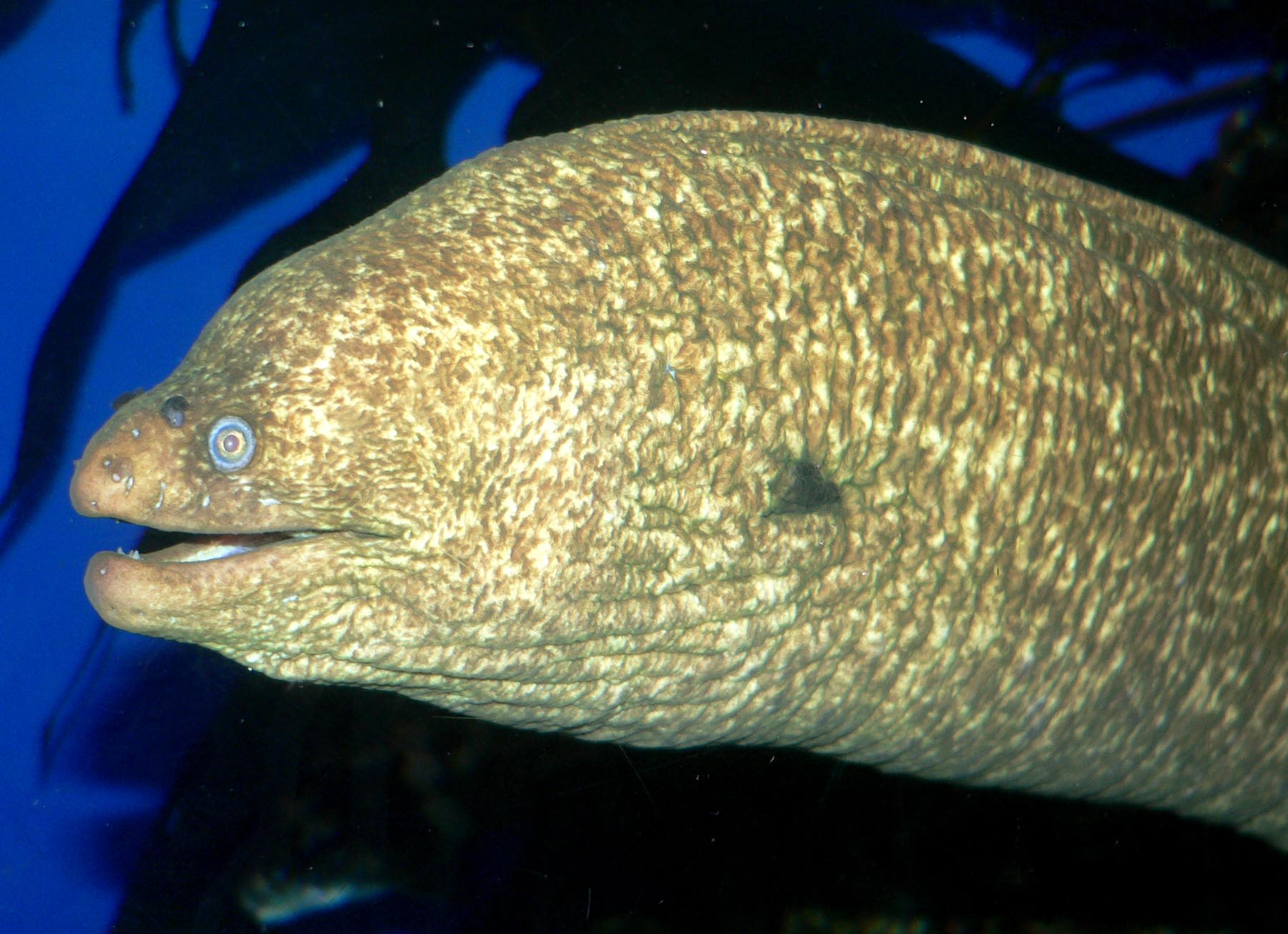
Gymnothorax mordax

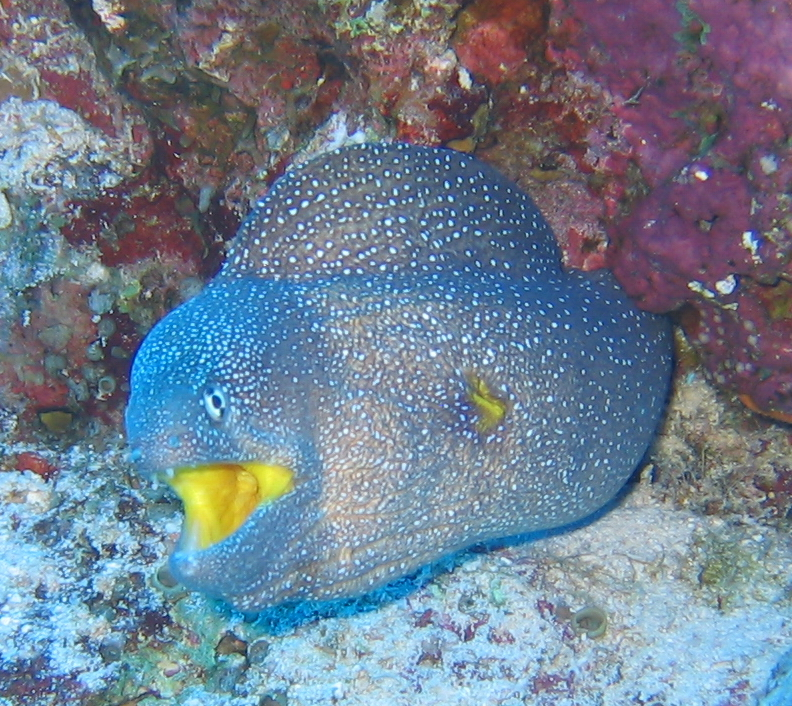
Gymnothorax nudivomer

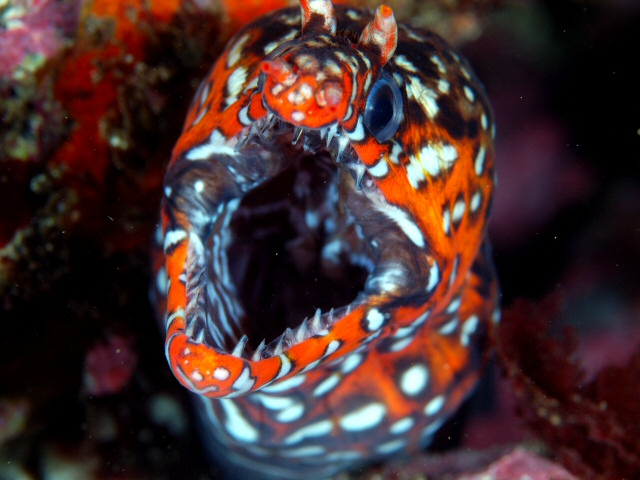
Głowa mureny smoczej (Enchelycore pardalis)

## Znaczenie dla człowieka
Niektóre gatunki murenowatych są poławiane dla smacznego mięsa, choć w rejonach tropikalnych zjedzenie mięsa skażonego ciguatoksynami może wywołać chorobę zwaną ciguatera. Toksyny zawarte w śluzie skórnym i osoczu krwi można usunąć poprzez dokładne obmycie mięsa.
Mureny ukryte w ciągu dnia w szczelinach skalnych, zwłaszcza większe osobniki stanowią zagrożenie dla osób kąpiących się i nurkujących, ze względu na możliwość dotkliwego ugryzienia. Dawniej uważano, że zęby muren są połączone z gruczołami jadowymi, jednak te doniesienia nie zostały potwierdzone.

## Klasyfikacja
Rodzaje zaliczane do tej rodziny są zgrupowane w dwóch podrodzinach, różniących się budową skrzeli, kształtem i położeniem płetw nieparzystych (długie i dobrze rozwinięte u Muraeninae w porównaniu z ograniczonymi do ogona u Uropterygiinae):
- Uropterygiinae Fowler, 1925
- Muraeninae Rafinesque, 1815

Rodzajem typowym rodziny jest Muraena.
Muraenidae jest taksonem monofiletycznym, ale relacje pokrewieństwa pomiędzy poszczególnymi gatunkami wymagają dalszych badań.